# Artsenstaking
Een artsenstaking is een gebeurtenis waarbij artsen en soms andere medische beroepen een staking houden.

## Voorbeelden

### België

#### 1964
Tijdens de artsenstaking van 1 tot 18 april 1964 staakte een groot deel van de Belgische artsen en tandartsen als reactie op de geplande hervormingen in de sociale zekerheid.
Dit hard conflict was gericht tegen de geplande besparingen in de sociale zekerheid door de toenmalige minister Edmond Leburton, de zogenaamde wet Leburton. Deze wilde de geneeskunde, die tot dan praktisch vrij was, aan banden leggen. De staking werd georganiseerd door het artsensyndicaat van André Wynen onder de vlag van therapeutische vrijheid van de arts en de patiënt en tegen elke verstaatsing. Negentig tot vijfennegentig percent van de Belgische artsen en tandartsen nam deel aan deze grootste artsenstaking uit de Belgische geschiedenis. De staking duurde achttien dagen. Het protest had internationale repercussies, omdat tijdens de staking verschillende sterfgevallen waren toe te schrijven aan het gebrek aan medische hulp.
Als reactie werden artsen door de overheid opgevorderd in hun functie van reserveofficier van het leger. Om hieraan te ontsnappen vertrokken de artsen op "vakantie" naar het buitenland, meestal juist over de Franse of Nederlandse grens. André Wynen was een keiharde en compromisloze onderhandelaar. Uiteindelijk werd het merendeel van zijn eisen ingewilligd, de wet moest herschreven worden. 

#### 1979-1980
Van december 1979 tot januari 1980 was er een tweede, minder algemene artsenstaking in België.

#### 2025
Voor het eerst in meer dan twintig jaar legden dokters in ziekenhuizen, huisartsen en ook tandartsen op 7 juli 2025 in België het werk neer uit onvrede met de hervormingsplannen van Frank Vandenbroucke (Vooruit), minister van Volksgezondheid, die onder meer de ereloonsupplementen wilde plafonneren. Volgens de Belgische Vereniging van Artsensyndicaten (BVAS) bracht het voorontwerp van de kaderwet van de minister "een aantal perverse effecten" met zich mee "die nadelig zijn voor de kwaliteit van de zorg en voor de patiënt". "De evolutie naar een staatsgeneeskunde, met lange wachtrijen en zonder gepersonaliseerde zorg of keuzevrijheid voor arts en patiënt, moet koste wat het kost worden vermeden", aldus het artsensyndicaat. In Wallonië werd op 7 juli de niet-dringende zorg uitgesteld. In het Universitair Ziekenhuis van Namen legden bijvoorbeeld 350 van de 400 artsen het werk neer. In Vlaanderen was de hinder kleiner.

### Nederland

#### 1943
In Nederland was er een artsenstaking in 1943, uit solidariteit met de Joodse bevolking.